# 劉煥 (弘治進士)
劉煥（1468年—？），字堯章，直隸真定府藳城縣人，民籍，明朝政治人物。

## 生平
弘治五年（1492年）壬子科順天府鄉試七名舉人。弘治六年（1493年）聯捷癸丑科會試第七十一名，二甲第五名進士。授户部主事，管理苏州、临清两地的商税，历升员外郎、郎中，出为岳州府知府。

## 家族
曾祖劉聰，大寧縣丞；祖父劉清；父劉繼，淅川知縣。母侯氏，封孺人。慈侍下。兄劉煒。弟劉煚、劉炅。